# Coronaviridae
Coronaviridae vormt een familie van RNA-virussen met een omhulsel en positief enkelstrengs RNA. Het viraal genoom van deze virussen heeft een lengte van 26.000 tot 32.000 basenparen. Het virus is typisch bekleed met grote (~20 nm), knots- of bloemblad-vormige oppervlakte-projecties (de “peplomeren” of “spikes”), welke in elektronen-micrografie een afbeelding creëren die vergelijkenis vertoont met de corona van de zon of met een kroon (in Latijn corona). In het Nederlands worden de virussen van deze familie coronavirussen genoemd, maar deze naam verwijst vooral naar de leden van de onderfamilie Orthocoronavirinae.
Begin 2020 kreeg deze familie van virussen wereldwijd aandacht in verband met de pandemie van het COVID-19-virus, alsmede de theorie dat dit virus oorspronkelijk vleermuizen als gastheer moet hebben gehad.

## Taxonomie
De familie Coronaviridae is georganiseerd in 2 onderfamilies, 5 genera (geslachten), 23 ondergenera en telt zo'n 40 soorten:
- Coronaviridae
  - Letovirinae
    - Alphaletovirus
      - Milecovirus
        - Microhyla letovirus 1

  - Orthocoronavirinae
    - Alphacoronavirus
      - Colacovirus
        - Bat coronavirus CDPHE15

      - Decacovirus
        - Bat coronavirus HKU10
        - Rhinolophus ferrumequinum alphacoronavirus HuB-2013

      - Duvinacovirus
        - Human coronavirus 229E

      - Luchacovirus
        - Lucheng Rn rat coronavirus

      - Minacovirus
        - Ferret coronavirus
        - Mink coronavirus 1

      - Minunacovirus
        - Miniopterus bat coronavirus 1
        - Miniopterus bat coronavirus HKU8

      - Myotacovirus
        - Myotis ricketti alphacoronavirus Sax-2011

      - Nyctacovirus
        - Nyctalus velutinus alphacoronavirus SC-2013

      - Pedacovirus
        - Porcine epidemic diarrhea virus
        - Scotophilus bat coronavirus 512

      - Rhinacovirus
        - Rhinolophus bat coronavirus HKU2

      - Setracovirus
        - Humaan coronavirus NL63
        - NL63-gerelateerd vleermuizen coronavirusstam BtKYNL63-9b

      - Tegacovirus
        - Alphacoronavirus 1

    - Betacoronavirus
      - Embecovirus
        - Betacoronavirus 1
          - Human coronavirus OC43

        - China Rattus coronavirus HKU24
        - Human coronavirus HKU1
        - Murine coronavirus

      - Hibecovirus
        - Bat Hp-betacoronavirus Zhejiang2013

      - Merbecovirus
        - Hedgehog coronavirus 1
        - MERS-gerelateerd coronavirus
        - Pipistrellus bat coronavirus HKU5
        - Tylonycteris bat coronavirus HKU4

      - Nobecovirus
        - Rousettus bat coronavirus GCCDC1
        - Rousettus bat coronavirus HKU9

      - Sarbecovirus
        - SARS-gerelateerd coronavirus (SARSr-CoV)
          - SARS-coronavirus (SARS-CoV)
          - SARS-coronavirus-2 (SARS-CoV-2)
          - SARS-gerelateerd coronavirus WIV1 (SL-CoV-WIV1)

    - Gammacoronavirus
      - Cegacovirus
        - Beluga whale coronavirus SW1

      - Igacovirus
        - Avian coronavirus

    - Deltacoronavirus
      - Andecovirus
        - Wigeon coronavirus HKU20

      - Buldecovirus
        - Bulbul coronavirus HKU11
        - Coronavirus HKU15
        - Munia coronavirus HKU13
        - White-eye coronavirus HKU16

      - Herdecovirus
        - Night heron coronavirus HKU19

      - Moordecovirus
        - Common moorhen coronavirus HKU21